# Xie Huan
Xie Huan ou Hsieh Huan ou Sie Houan, surnom: Ting-Xun est un peintre chinois du XVe siècle. Sa période d'activité se situe au milieu de ce siècle.

## Biographie
Xie Huan est un peintre de paysages dans les styles sous influences de Jing Hao, Guan Tong et Mi Fei.

## La peinture et les peintres de cour
Bien que les œuvres de Xie Huan, peintre professionnel de personnages, soient moins bien connues, sa Réunion littéraire dans le parc aux abricotiers (conservée au Musée de la ville de Zhenjiang) est remarquable. La peinture représente trois importants fonctionnaires de la cour (Yang Rong, Yang Shiqi et Yang Pu, connus comme les trois Yang) dans un jardin d'abricotiers, où ils écrivent de la poésie et boivent du vin. C'est un portrait de groupe à caractère commémoratif. L'artiste dépeint la beauté du parc dans un style influencé par la tradition des Song du Sud. Il se représente lui-même dans le tableau, sous la forme d'un personnage placé à une certaine distance du centre. Cette pratique est rare chez les artistes de cour. Comme beaucoup d'autres peintres de la cour, Xie Huan est mêlé aux intrigues qui s'y déroulent dont celle se rapportant aux fausses accusations portées contre le peintre Dai Jin.

## Intrigue de cour
Dai Jin travaille peu de temps à la cour. Appelé par l'empereur, il semble avoir très vite suscité la jalousie. Dans un milieu porté par la servilité, le talent et l'indépendance sont difficilement supportés. Xie Huan, qui a la confiance de Xuanzong, dessert le nouveau venu auprès du souverain. Dans cette peinture où Dai Jin peint un pêcheur vêtu d'un manteau rouge magnifique, lequel jette sa ligne dans une rivière. Devant l'admiration exprimée par l'empereur, Xie Huan s'avance et déclare: « La couleur rouge ne convient que pour les personnages de la Cour lors des audiences impériales ». Pour un peintre de cour, manquer de style et de jugement n'est guère acceptable. L'empereur en convient, et Dai Jin se voit interdire de présenter d'autre peintures à la cour.

## Musées
- Zhenjiang (Musée national de la ville) :
  - Réunion littéraire dans le parc aux abricotiers.